# Bas Kuipers
Bas Kuipers (Amsterdam, 17 augustus 1994) is een Nederlandse voetballer die als verdediger speelt. In de zomer van 2024 verruilde hij Go Ahead Eagles voor FC Twente.

## Clubcarrière

### AFC Ajax
In 2001 werd Kuipers via de talentendagen ontdekt door Ajax waar hij bij de F1 mocht aansluiten. Kuipers heeft alle jeugdelftallen bij Ajax doorlopen.
Op 15 maart 2013 werd bekendgemaakt door Ajax dat Kuipers een contract had getekend tot en met 30 juni 2015.
Tijdens de voorbereiding van het seizoen 2013/14 mocht Kuipers enkele malen meetrainen bij Ajax 1 en enkele oefenwedstrijden meespelen. Zo mocht Kuipers op 13 juli 2013 in de 63e minuut invallen tijdens de oefenwedstrijd uit bij RKC Waalwijk. Ook mocht hij op diezelfde dag voor een tweede maal invallen in de 63e minuut tijdens de tweede oefenwedstrijd uit bij De Graafschap. Gedurende het seizoen 2013/14 behoorde Kuipers tot de selectie van Jong Ajax die toetrad tot de Jupiler League. Op 30 augustus 2013 maakte Kuipers zijn debuut in het betaald voetbal in de vijfde wedstrijd van Jong Ajax in de Jupiler League thuis tegen Jong FC Twente (2-1 winst). In de wedstrijd uit bij Achilles '29 op 8 september 2013 was Kuipers voor de eerste keer aanvoerder van Jong Ajax. Kuipers scoorde op 9 december 2013 zijn eerste doelpunt in het betaalde voetbal en tevens voor Jong Ajax, in de thuiswedstrijd tegen Jong PSV zette hij in de 82e minuut de 2-2 eindstand op het bord.

### Excelsior
Ajax maakte op 4 augustus 2014 bekend dat Kuipers per direct verhuurd zou worden aan SBV Excelsior. Kuipers maakte op 30 augustus 2014 zijn officiële debuut voor Excelsior in de Eredivisie thuiswedstrijd tegen Heracles Almelo die met 3-1 werd gewonnen. Kuipers verving in de 55e minuut Elso Brito. Begin maart 2015 kwam het nieuws naar buiten dat Ajax de eenjarige optie in het contract van Kuipers niet zou gaan lichten. Dat zou betekenen dat hij transfervrij zou mogen vertrekken aan het einde van het seizoen. Diezelfde maand nog liet Excelsior weten Kuipers graag definitief te willen overnemen.
Kuipers tekende op 19 juni 2015 een contract voor twee jaar bij Excelsior. Ook na zijn definitieve overgang naar Excelsior bleef Kuipers een vaste waarde voor het elftal. Onder de nieuwe trainer Alfons Groenendijk, die hem bij Jong Ajax in het betaald voetbal had laten debuteren, miste hij tijdens de eerste seizoenshelft geen minuut. Daarmee speelde hij een reeks van 60 uur onafgebroken in de Eredivisie.

### ADO Den Haag en Viitorul Constanța
Kuipers kwam in juli 2017 transfervrij naar ADO Den Haag waar hij een tweejarig contract ondertekende. Hij werd daar herenigd met Alfons Groenendijk, eerder zijn trainer bij Jong Ajax en Excelsior. Bij ADO kwam hij nauwelijks aan bod. In januari 2019 verruilde hij ADO Den Haag voor het Roemeense FC Viitorul Constanța. Met de club won hij de Cupa României en de Supercupa României. Hij kreeg echter beperkt speeltijd en zijn contract werd eind juli 2019 ontbonden.

### N.E.C.
In augustus 2019 liep Kuipers een week op proef mee bij Eerste Divisionist N.E.C. Daar dwong hij op 7 augustus een contract voor één seizoen af. Twaalf dagen later maakte hij tegen FC Eindhoven (2-1 nederlaag) zijn debuut voor de club. Dat seizoen miste hij geen enkele wedstrijd in het door corona eerder afgebroken seizoen, maar desondanks werd zijn contract in de zomer van 2020 niet verlengd. Trainer Rogier Meijer gaf namelijk aan op zoek te zijn naar een meer aanvallende linksback.

### Go Ahead Eagles
Op 6 juli 2020 ondertekende Kuipers een tweejarig contract bij Go Ahead Eagles. Daar maakte hij op 30 augustus tegen FC Dordrecht (0-0) zijn debuut. Op 17 oktober scoorde hij tegen FC Eindhoven zijn eerste doelpunt voor de club. In de laatste speelronde scoorde Kuipers tegen voormalig werkgever Excelsior de enige goal voor zijn club. Door deze driepunter en door het puntenverlies van De Graafschap eindigde Go Ahead als tweede, wat directe promotie naar de Eredivisie betekende. Daar was Kuipers met vijf goals en vijf assists in 36 wedstrijden erg belangrijk in geweest. 
Trainer Kees van Wonderen benoemde Kuipers in de aanloop naar het nieuwe seizoen tot nieuwe aanvoerder van de club, waarmee hij op het hoogste niveau als dertiende eindigde en zich dus handhaafde. Op 9 september 2022 was Kuipers tegen promovendus FC Volendam voor het eerst in zijn carrière tweemaal trefzeker, vijf minuten na elkaar. Door zijn doelpunten won Go Ahead met 3-2. Op 7 januari 2023 was hij met een goal belangrijk tegen Fortuna Sittard voor de 2-0 overwinning. Twintig minuten voor het einde moest hij gewisseld worden doordat hij verkeerd terecht kwam. Na onderzoek bleek dat hij een operatie aan zijn elleboog nodig had en dus maanden buitenspel stond.
Op de een-na-laatste speeldag in het seizoen 2022/23 verlengde Kuipers zijn contract tot de zomer van 2025. Dit deed hij op de middenstip van het veld in De Adelaarshorst na de gewonnen thuiswedstrijd tegen FC Volendam. Hij zou uiteindelijk vier seizoenen spelen voor Go Ahead, waarin hij tot 138 wedstrijden en dertien goals kwam.

## Carrière statistieken
| Seizoen         | Club            | Competitie      | Competitie | Competitie | Beker | Beker | Overig | Overig | Totaal | Totaal |
| Seizoen         | Club            | Competitie      | Wed.       | Dlp.       | Wed.  | Dlp.  | Wed.   | Dlp.   | Wed.   | Dlp.   |
| --------------- | --------------- | --------------- | ---------- | ---------- | ----- | ----- | ------ | ------ | ------ | ------ |
| 2013/14         | Jong Ajax       | Eerste divisie  | 26         | 1          | —     | —     | —      | —      | 26     | 1      |
| 2014/15         | → Excelsior     | Eredivisie      | 30         | 0          | 3     | 0     | —      | —      | 33     | 0      |
| 2015/16         | Excelsior       | Eredivisie      | 24         | 0          | 1     | 0     | —      | —      | 25     | 0      |
| 2016/17         | Excelsior       | Eredivisie      | 22         | 0          | 0     | 0     | —      | —      | 22     | 0      |
| 2017/18         | ADO Den Haag    | Eredivisie      | 4          | 0          | 0     | 0     | 2      | 0      | 6      | 0      |
| 2018/19         | ADO Den Haag    | Eredivisie      | 3          | 0          | 1     | 0     | —      | —      | 4      | 0      |
| 2018/19         | FC Viitorul     | Liga 1          | 6          | 0          | 1     | 0     | —      | —      | 7      | 0      |
| 2019/20         | FC Viitorul     | Liga 1          | 1          | 0          | 0     | 0     | 1      | 0      | 2      | 0      |
| 2019/20         | N.E.C.          | Eerste divisie  | 29         | 0          | 1     | 0     | —      | —      | 30     | 0      |
| 2020/21         | Go Ahead Eagles | Eerste divisie  | 36         | 5          | 3     | 0     | —      | —      | 39     | 5      |
| 2021/22         | Go Ahead Eagles | Eredivisie      | 30         | 0          | 4     | 0     | —      | —      | 34     | 0      |
| 2022/23         | Go Ahead Eagles | Eredivisie      | 23         | 3          | 0     | 0     | —      | —      | 23     | 3      |
| 2023/24         | Go Ahead Eagles | Eredivisie      | 33         | 5          | 3     | 0     | 2      | 0      | 38     | 5      |
| 2024/25         | FC Twente       | Eredivisie      | 30         | 3          | 2     | 1     | 8      | 0      | 40     | 4      |
| Carrière totaal | Carrière totaal | Carrière totaal | 297        | 17         | 19    | 1     | 13     | 0      | 329    | 18     |

Bijgewerkt t/m 23 mei 2025.

## Interlandcarrière

### Jeugdelftallen
Kuipers begon zijn loopbaan als jeugdinternational bij het Nederlands team onder 16 jaar. Hiervoor speelde hij totaal zes wedstrijden. Ook speelde hij nog eenmaal bij zowel het team onder 17 als 20 jaar. Kuipers werd op 30 oktober 2014 door bondscoach Remy Reijnierse opgeroepen in de voorselectie van Jong Oranje voor een vriendschappelijke wedstrijd tegen Jong Duitsland. Hij haalde de definitieve selectie echter niet. Kuipers werd in mei 2015 wel opgenomen in de definitieve selectie voor het internationale jeugdtoernooi in het Franse Toulon. Tijdens de eerste wedstrijd van het toernooi tegen Costa Rica die met 3-2 werd gewonnen door Jong Oranje maakte Kuipers zijn debuut. Kuipers kwam de hele wedstrijd in actie.
| Jeugdinterlands van Bas Kuipers | Jeugdinterlands van Bas Kuipers | Jeugdinterlands van Bas Kuipers | Jeugdinterlands van Bas Kuipers | Jeugdinterlands van Bas Kuipers     | Jeugdinterlands van Bas Kuipers |
| Team (№ interlands)             | Datum                           | Wedstrijd                       | Uitslag                         | Soort Wedstrijd                     | Doelpunten                      |
| Als speler bij Ajax             | Als speler bij Ajax             | Als speler bij Ajax             | Als speler bij Ajax             | Als speler bij Ajax                 | Als speler bij Ajax             |
| ------------------------------- | ------------------------------- | ------------------------------- | ------------------------------- | ----------------------------------- | ------------------------------- |
| Onder 16 (1.)                   | 29 oktober 2009                 | Spanje - Nederland              | 1 – 2                           | 11e Tournoi Val de Marne '09        |                                 |
| Onder 16 (2.)                   | 31 oktober 2009                 | Italië - Nederland              | 0 – 2                           | 11e Tournoi Val de Marne '09        |                                 |
| Onder 16 (3.)                   | 5 december 2009                 | Nederland - Portugal            | 2 – 1                           | Nike Intern. Friendlies U16 '09     |                                 |
| Onder 16 (4.)                   | 7 december 2009                 | Verenigde Staten - Nederland    | 0 – 3                           | Nike Intern. Friendlies U16 '09     |                                 |
| Onder 16 (5.)                   | 6 februari 2010                 | Nederland - Italië              | 1 – 3                           | Albufeira 4 nations tourn. '10      |                                 |
| Onder 16 (6.)                   | 8 februari 2010                 | Nederland - Ierland             | 3 – 1                           | Albufeira 4 nations tourn. '10      |                                 |
| Onder 17 (1.)                   | 15 september 2010               | Duitsland - Nederland           | 2 – 1                           | Ursapharm-Vier-Nationen-Turnier     |                                 |
| Als speler bij Excelsior        |                                 |                                 |                                 |                                     |                                 |
| Onder 20 (1.)                   | 13 oktober 2014                 | Nederland - Duitsland           | 1 – 1                           | 4-landentoernooi Nederland '14      |                                 |
| Onder 21 (1.)                   | 27 mei 2015                     | Nederland - Costa Rica          | 3 – 2                           | Internationale jeugdtoernooi Toulon | 0                               |
| Onder 21 (2.)                   | 31 mei 2015                     | Nederland - Qatar               | 5 – 1                           | Internationale jeugdtoernooi Toulon | 0                               |
| Onder 21 (3.)                   | 4 juni 2015                     | Frankrijk - Nederland           | 4 – 0                           | Internationale jeugdtoernooi Toulon | 0                               |

## Familie
Zijn moeder is thrillerauteur Isa Maron. Samen met haar schreef hij het kinderboek 'Het magische stadion'. 
Bas Kuipers is het neefje van ruimtevaarder André Kuipers.